# Leonid Kantorovitsj
Leonid Vitaljevitsj Kantorovitsj (Russisch: Леонид Витальевич Канторович) (Sint-Petersburg, 19 januari 1912 – Moskou, 7 april 1986) was een Sovjet-Russisch econoom.
In 1975 won hij van de Prijs van de Zweedse Rijksbank voor economie (gemeenzaam Nobelprijs economie genaamd), tezamen met Tjalling Koopmans. Kantorovitsj geldt als de uitvinder van de lineaire programmering.
- Bibsys: 90369784
- Bibliothèque nationale de France: cb13191973j (data)
- Catàleg d'autoritats de noms i títols de Catalunya: 981058610274306706
- CiNii: DA02448731
- DBLP: 74/5089
- Gemeinsame Normdatei: 118981870
- International Standard Name Identifier: 0000 0001 1068 4328
- Library of Congress Control Number: n50046231
- Nationale Bibliotheek van Letland: 000088151
- Mathematics Genealogy Project: 58665
- Bibliotheek van het Japanse parlement: 00523099
- Nationale Bibliotheek van Tsjechië: jn20000603292
- Nationale bibliotheek van Australië: 36558140
- Nationale Bibliotheek van Israël: 987007275939505171
- Nationale Bibliotheek van Polen: a0000002111601
- Nationale en Universitaire bibliotheek Zagreb: 000006323
- Nederlandse Thesaurus van Auteursnamen: 068761260
- Réseau des bibliothèques de Suisse occidentale: 02-A000097034
- Istituto Centrale per il Catalogo Unico: MILV035369
- LIBRIS: 192579
- Système universitaire de documentation: 068997248
- Trove: 1291518
- Virtual International Authority File: 66608676
- WorldCat: E39PCjJxb6pvrQHwFfdJP76KYd